# Batalla de Siffín
La batalla de Siffín (maig - juliol de 657) és una batalla que tingué lloc durant la primera fitna i fou l'enfrontament bèl·lic que decidí la sort del dos pretendents al califat: Muàwiya ibn Abi-Sufyan, futur fundador de la dinastia dels omeies, i Alí ibn Abi-Tàlib, gendre del profeta Muhàmmad.
Aquesta batalla es donà a les planúries de Siffín, a la vora occidental de l'Eufrates. Les tropes de Muàwiya i les d'Alí lluitaren acarnissadament i la victòria en un principi es mostrà indecisa, però després es decidí en favor d'Alí.

## Antecedents
Assassinat Uthman ibn Affan, els omeies van fugir de Medina i l'oposició va quedar mestressa de la situació. Es va demanar a Alí ibn Abi-Tàlib d'acceptar el califat que suposadament va rebre el 18 de juny del 656 esdevenint el quart califa de l'Islam (656-659). En acceptar el nomenament de part d'algunes de les persones que havien participat en la mort de Uthman, va ser acusat de participació en el crim, especialment per Muàwiya, governador de Síria i cosí d'Uthman.
La revolta d'Àïxa bint Abi-Bakr, Talha i Az-Zubayr ibn al-Awwam el va obligar a combatre, esclatant la primera guerra civil islàmica. Els tres caps rebels amb uns centenars d'homes van marxar cap a Iraq on esperaven trobar suports i diners. Van ocupar Bàssora, però Alí va reunir tropes a Kufa i va avançar cap a Bàssora; hi va haver negociacions però finalment va esclatar la batalla coneguda per batalla del Camell el 9 de desembre del 656 durant la que Talha i az-Zubayr van ser morts i Àïxa obligada a residir en endavant a Medina.
Va intentar fer entrar en raó a Muàwiya, que encara no s'havia declarat obertament en rebel·lió, però no el reconeixia. El governador de Síria va exigir el lliurament dels assassins d'Uthman per tal d'exercir la venjança establerta a favor dels parents propers per l'Alcorà sobre aquells que maten a algú injustament, però Alí va declarar que la mort d'Uthman havia estat justa per les seves arbitrarietats. Això va produir el trencament, de forma que els dos grups, amb llurs exèrcits, es van concentrar a la plana de Siffin.

## Batalla
Alí ibn Abi-Tàlib va reunir un exèrcit de 90.000 homes, comandats per Màlik al-Àixtar que venceren els 120.000 homes de Muàwiya.
Els vençuts col·locaren molts exemplars de l'Alcorà en les puntes de les llances, manifestant que apel·laven al veredicte del llibre sagrat, i diversos seguidors d'Alí ibn Abi-Tàlib pregaren al seu fill que, en honor de l'Alcorà, se suspenguessin les hostilitats i s'anomenessin arbitres que decidissin la contesa inspirant-se en les sagrades escriptures. Primer Alí va desoir aquesta petició, però va accedir-hi en rebre amenaces de mort si no ordenava al general Alfar que suspengués el combat.
Molts musulmans, més de 12.000, cregueren que els contraris procedien de mala fe, pel que abandonaren l'exèrcit, grup que constituiria els futurs kharigites. Amr ibn al-As, home de confiança de Muàwiya ibn Abi-Sufyan, fou designat per aquest com a àrbitre; però els alides (seguidors d'Alí) volien que l'àrbitre fos Abu-Mussa al-Aixarí, qui cedí davant el que li declarà Amr.

## Conseqüències
La posició d'Alí ibn Abi-Tàlib va quedar molt afeblida, i des de llavors gran part de l'Aràbia i Egipte restaren en poder dels omeies. Alí continuà, això no obstant, defensant-se; però poc temps després morí assassinat pel promès d'una jove kharigita, a la qual Alí li havia assassinat el seu pare.